# Podocarpus victorinianus
Podocarpus victorinianus — вид хвойних дерев родини Podocarpaceae. Батьківщиною цього виду є сх. Куба.